# Ethiopica subpupurea
Ethiopica subpupurea là một loài bướm đêm trong họ Noctuidae.